# Bogusław Borys
Bogusław Grzegorz Borys (ur. 1938) – polski lekarz, specjalista w zakresie psychologii klinicznej, doktor habilitowany nauk medycznych, emerytowany kierownik Zakładu Psychologii Klinicznej Gdańskiego Uniwersytetu Medycznego, certyfikowany psychoterapeuta (Polskie Towarzystwo Psychiatryczne), wieloletni pomorski konsultant wojewódzki w dziedzinie psychologii klinicznej, autor kilkudziesięciu publikacji naukowych i trzech książek popularyzujących wiedzę psychologiczną.